# Емпірична психологія
Емпірична психологія (англ. empirical psychology) — Слово «емпіричний» утворено від грецького слова «εμπειρία», що означає «досвід». Психологія, що заснована на досвіді і протиставляється раціональній психології, заснованій на умогляді. Отримала розвиток в руслі англійського емпіризму у Великій Британії XVIII — XIX ст., а також у Франції 2-ій половині XIX ст.

## Виникнення
Виникнення емпіричного напрямку в психології пов'язане з ім'ям англійського філософа Д. Локка (1632—1704).
Всі істинні знання, заявляв Локк, виникають з досвіду, тобто зі сприйняття навколишньої дійсності з допомогою органів чуття. Але «душа» людини не може служити предметом такого сприйняття. Внутрішній досвід дає знання лише про окремі психічні стани або процесах. Звідси Локк зробив висновок, що предметом психології можуть бути тільки психічні процеси або стани, а не «душа».
Усі свої висновки емпірична психологія прагнула будувати на спостереженнях та експериментах. Ці методи дослідження були запозичені емпіричною психологією із природничих наук, які стали швидко розвиватися в XVII ст. Проте в емпіричній психології ці методи втратили об'єктивний характер (спрямованість на пізнання предметів і явищ зовнішнього світу, світу об'єктів), перетворившись на методи самоспостереження і суб'єктивного експерименту (спрямовані на пізнання внутрішніх, суб'єктивних процесів людської свідомості).
Емпірична психологія вважала, що психічні процеси за своєю природою недоступні об'єктивному спостереженню, що є методом наукового дослідження в природознавстві, що в психології можливо тільки внутрішнє спостереження, в процесі якої людина може спостерігати лише свої власні психічні переживання. Природно, що метод самоспостереження внаслідок свого суб'єктивного характеру не міг забезпечити побудову справді наукової психології.
Емпірична психологія розглядала свідомість як замкнутий у собі безпосередньо даний людині внутрішній світ психічних переживань, керований своїми власними законами, пізнання яких можливе лише шляхом внутрішнього досвіду або самоспостереження. Таке твердження ґрунтувалося на ідеалістичному розумінні природи психіки.
Емпіричної психології за час її існування вдалося зібрати великий матеріал з суб'єктивної характеристиці окремих психічних процесів, наприклад відчуттів, пам'яті, уваги та ін. Однак при всьому цьому вона виявилася повністю неспроможною і нездатною створити наукову психологію, оскільки в розумінні предмета психології стояла на позиціях ідеалізму

## Психофізична проблема
Емпірична психологія стояла на позиціях дуалізму, тобто ідеалістичного навчання про те, що світ складається з двох самостійних і не пов'язаних один з одним початків — духовного і матеріального.
Основною ознакою матеріальних явищ представники дуалізму вважали протяжність. Психічні явища такою ознакою не відрізнялися: думки, почуття, бажання не можливо про них сказати, що вони мають розміри, знаходяться праворуч або ліворуч тощо Відмітною їх ознакою є те, що вони надані тільки у свідомості людини. Це і послужило для філософів-дуалістів підставою до виділення цих явищ в особливий духовний світ, що існує і розвивається за своїми власними законами цілком незалежно від явищ протяжного матеріального світу. Дуалізм створив для емпіричної психології непереборні труднощі при вирішенні так званої «психофізичної проблеми».

## Теорії вирішення «психофізичної проблеми»
Дані досвіду показують, що між тілесними процесами в організмі і внутрішніми психічними процесами існує певний зв'язок. Порушення правильного перебігу фізіологічних процесів зараз же приводить до відповідних змін і в плині психічних процесів. Наприклад, в залежності від фізичного стану організму людина відчуває то втому, то бадьорість. Необхідність науково пояснити цей зв'язок і є основою «психофізичної проблеми». Для вирішення цієї проблеми в емпіричній психології було запропоновано кілька теорій.

### Теорія психофізичної взаємодії
Вона стверджувала, що між психічними явищами й матеріальними процесами в організмі існує взаємодія: фізіологічні процеси впливають на психічні та навпаки. Однак цей висновок суперечив основним принципом дуалізму, згідно з яким психічний, не відрізняючись протяжністю, не може переходити у фізичне, так само як фізична не може переходити в психічне. Стоячи на позиціях дуалізму, не можна було одночасно визнавати істинність теорії психофізичного взаємодії.

### Теорія психофізичного паралелізму
Теорія стверджувала, що фізіологічні і психічні процеси протікають лише паралельно, будучи абсолютно незалежними один від одного. Наприклад, коли під час ходьби в тілі людини відбуваються певні фізіологічні процеси, в його свідомості одночасно, але цілком незалежно від перших, відбувається деяка зміна психічних переживань (людина сприймає свою ходьбу). Згідно з цією теорією нервово-м'язові процеси, з одного боку, і рухові відчуття — з іншого, існують одночасно, але тільки як паралельні і по суті ніяк не пов'язані один з одним процеси: ряд матеріальних явищ в організмі і незалежно від нього існуючий ряд психічних явищ у свідомості людини збігаються один з одним за часом так, що певних змін в одному ряду відповідають строго певним, але повністю незалежним від перших, змін в другому ряду.
Чим же пояснюється такий дивний паралелізм? Представники дуалістичної філософії, слідом за її родоначальником Декартом, стоячи на позиціях ідеалізму, стверджували, що хоча світ і складається з двох початків — матеріального і духовного, але все ж в основі світу лежить і керує їм початок духовний (божественний). Паралельне існування настільки відрізняються за своєю сутністю матеріальних і духовних явищ є результат «передвстановленою гармонії». Таке пояснення показує, що теорія психофізичного паралелізму ненаукова.

## Напрями емпіричної психології

### Асоціативна психологія
Бен (1818 —1903), Спенсер (1820— 1903) розглядали психічне життя людини як механічне поєднання окремих (дискретних) духовних явищ. За вченням ассоціаністів, складні психічні процеси, як би різні вони не були, складаються з більш простих психічних елементів, на які і можуть бути розкладені. Такими елементами психологи-ассоціаністи вважали відчуття і уявлення. За їх вченням, наприклад, пам'ять є сукупністю уявлень, асоціативно виникають у свідомості; увагу — пануванням у свідомості якої-небудь однієї групи уявлень, витіснивши з нього всі інші уявлення; емоції — сукупністю відчуття і уявлення в поєднанні з свідомістю задоволення або незадоволення тощо. Саму особистість людини ассоціаністи розуміли як найбільш стійкий і постійний комплекс психічних явищ, в основі якого лежать відчуття власного тіла і відповідні ним подання.

### Волюнтаристична психологія
Вундт (1832 — 1920) вбачав основу психічного життя людини в її вольових процесах. Психологи цього напряму розглядали волю людини як специфічну енергію свідомості: за їх вченням, в основі волі лежать імпульсивні думки, злиті в комплекси і являють собою своєрідні емоційні переживання.

### Функціональна психологія
Штумф (1874 —1938), Юлер (1879 —1946) зосередили свої зусилля на вивченні процесів мислення. Завдання психології вона визначала як аналіз змістів свідомості і вивчення функції свідомості. Ці завдання вона дозволяла суто ідеалістично: процес мислення в дослідженнях психологів функціонального напрямку відривався від реальної дійсності, розглядався як протікає по внутрішньо притаманним йому законами, як що складається з своєрідних «інтенціональний актів», що являють собою «спрямованість думки на деякий об'єкт», і т. д.

### Структурна психологія, або гештальт-психологія
У боротьбі з ассоціаційною психологією виникла структурна, або гештальт-психологія (Келер (1887 -1967), Кафка (1886 —1941)). Її основним положенням було твердження, що всі психічні процеси носять цілісний характер і визначаються в своїй течії особливостями своєї будови. На противагу психологам-ассоціаністам гештальтісти стверджували, що не з'єднання елементів складає складний психічний процес, але самі ці елементи в своїх властивостях і особливості визначаються структурою цілого, в яке вони входять. Вони бачили в цьому основний закон психічного життя і саму особистість людини прагнули зрозуміти як обумовлену у своїх проявах особливостями притаманною їй структури. Особливостями цієї структури вони пояснювали і взаємини особистості з середовищем.
Структурна психологія як і всі інші напрями емпіричної психології, відрізняючись від них в деталях, розглядала сутність психічних процесів ідеалістично, як обумовлену внутрішніми психічними закономірностями їх структури. Виходячи з цього положення, гештальтісти намагалися пояснити і поведінку тварин як обумовлених не взаємодією організму з середовищем, а структурними особливостями здійснюваних тваринами дій. Висунуту Келером гештальтську теорію поведінки тварин різкій критиці піддав І. П. Павлов, що розкрила її ідеалістичну суть.

## Висновки
Неспроможність цих та інших напрямів емпіричної психології пояснюється не тими або іншими недоліками, притаманними кожному окремому напрямку, а загальним для всіх них ідеалістичним розумінням суті психічних процесів.
Емпірична психологія шляхом самоспостереження і експерименту змогла накопичити певну кількість знань описового характеру про психічні процеси. Проте вона накопичила ці знання всупереч своїй ідеалістичної основі і дуалістичні розуміння природи людини. Оскільки пояснення психічних процесів давалося емпіричної психологією, виходячи з ідеалістичного розуміння природи психіки, вона не могла дати справді наукового пояснення накопиченим нею фактів.